# Zweibrücker Porzellan
Zweibrücker Porzellan wurde in der Porzellanmanufaktur von Herzog Christian IV. von Pfalz-Zweibrücken hergestellt.

## Geschichte
Der Zweibrücker Herzog Christian IV. holte um 1750 den Kirner Arzt Josef Michael Stahl als herzoglichen Physikus an seinen Hof. Stahl hatte dem Herzog in Aussicht gestellt, dessen Goldvorräte durch ein Anreicherungsverfahren beträchtlich vermehren zu können. Obwohl in der Folgezeit die gesamten Goldvorräte des Herzogtums ergebnislos bei Stahl verschwanden, konnte Stahl 1754 den Herzog dazu bewegen, beträchtliche Mittel für den Aufbau einer Porzellanmanufaktur bereitzustellen. Laut Stahl sollte es möglich sein, eine wirtschaftliche Porzellanherstellung zu betreiben, da alle benötigten Materialien im Herzogtum vorhanden seien. Die für den Aufbau des Betriebes notwendigen Kenntnisse beschaffte sich Stahl von einem Meister der Höchster Porzellanmanufaktur. 
Als Standort wurde das Schloss Gutenbrunnen gewählt, wo Stahl ein halbes Jahr vergeblich mit Nohfelder Erde experimentierte. Letztlich musste doch Passauer Kaolin importiert werden. Als dann endlich dem Herzog die ersten gelungenen Stücke präsentiert werden konnten, wurde Stahl zum Hofrat ernannt.
Bereits nach einem Jahr wurden die Anlagen bei einer Unwetterkatastrophe zerstört und die Manufaktur nach Zweibrücken verlegt, wo zunächst eine stabile Produktion vonstattenging. Allerdings war der Absatz durch den geringen Heimatmarkt und hohe Zölle der Nachbarstaaten behindert, die ihre eigenen Manufakturen schützen wollten. Vor allem ab 1771 verschlechterte sich die Lage des Betriebes, nachdem sich Stahl und der Herzog auf die Idee konzentriert hatten, aus Schwefelkies Gold zu gewinnen. Die Produktion von Geschirr und Figuren wurde zu Gunsten von Laboratoriumstiegeln eingestellt. Nach Christians Tod verpachtete dessen Nachfolger Karl II. August 1775 den Betrieb an einen Privatunternehmer, der ihn 1784 zum Kirschbacherhof bei Dietrichingen verlegte, wo er zwei Jahre später einging.

## Erzeugnisse
Da Stahl seine Kenntnisse in Porzellanherstellung von einem Höchster Meister hatte, waren die Produkte sehr ähnlich. Die Porzellanmarke bestand in der Gutenbrunner Zeit aus einer Doppelbrücke, in der fürstlichen Periode aus den verschlungenen Anfangsbuchstaben von Pfalz-Zweibrücken: PZ. 